# 呉越同舟
| ウィキペディアには「呉越同舟」という見出しの百科事典記事はありません（タイトルに「呉越同舟」を含むページの一覧/「呉越同舟」で始まるページの一覧）。 代わりにウィクショナリーのページ「呉越同舟」が役に立つかもしれません。 |